# ТЕС Булавайо
ТЕС Булавайо — теплова електростанція в Зімбабве, розташована у другому за величиною місці країни Булавайо.
В 1948-му та 1952-му на майданчику станції ввели в дію дві парові турбіни потужністю по 15 МВт, а в 1953, 1955 та 1957 роках їх доповнили трьома по 30 МВт. Через знос обладнання фактична потужність станції поступово зменшувалась. В 1999 році провели масштабні ремонтні роботи, які дозволили підняти цей показник до 90 МВт. Втім, станом на середину 2010-х потужність станції знов знизилась та становила 30 МВт.
Як і інші теплові електростанції Зімбабве, ТЕС в Булавайо відноситься до конденсаційних та розрахована на використання вугілля.
Видача продукції в енергомережу відбувається під напругою 33 кВ.